# オネ (ジュネーヴ州)

オネの紋章

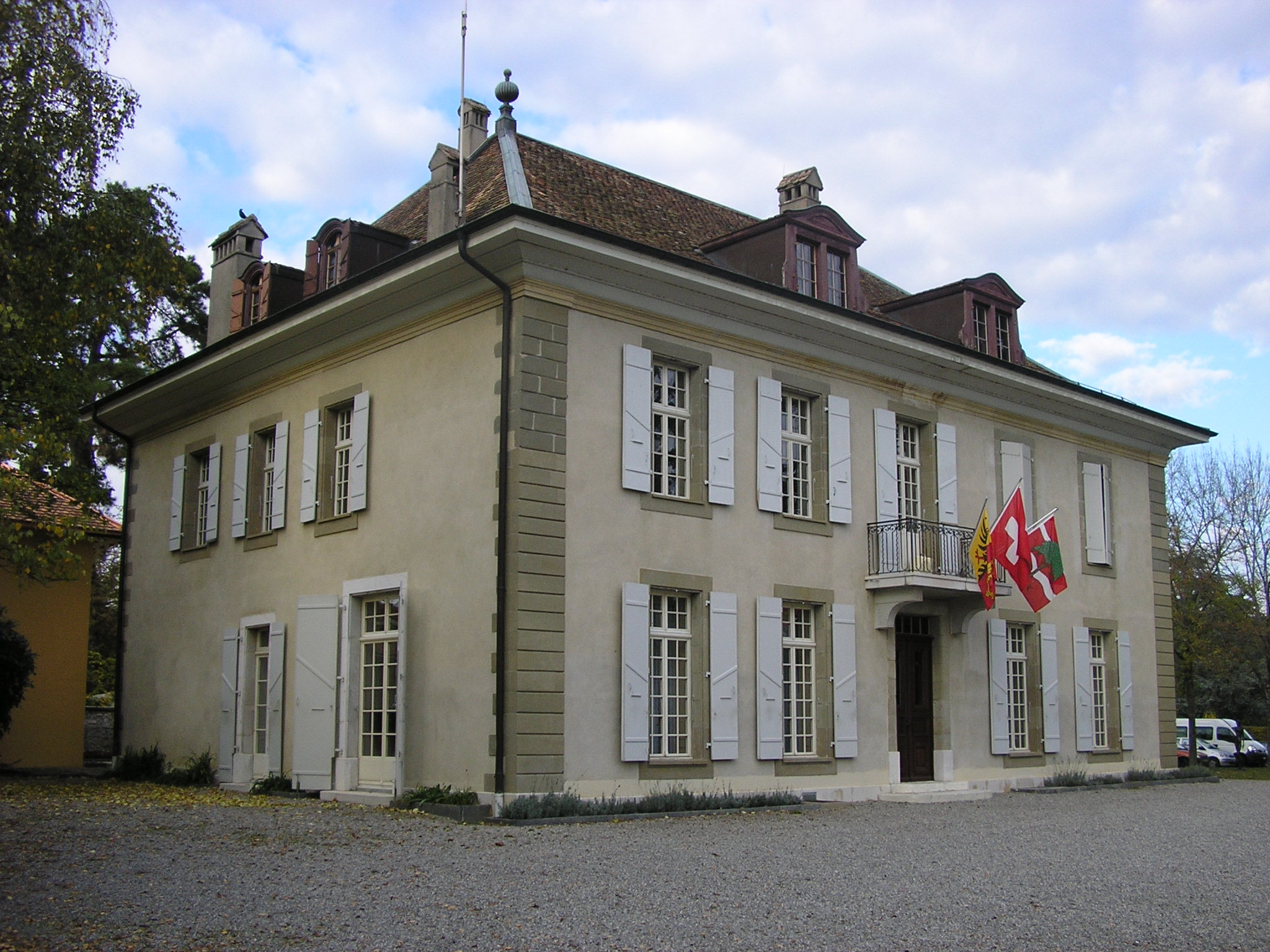
公会堂

オネ（Onex）は、スイス連邦ジュネーヴ州の西部に位置する基礎自治体（コミューン）。ジュネーヴ州のベルネ、コンフィニョン、ランシー、プラン＝レ＝ズゥアト、ヴェルニエのコミューンに囲まれている。

## データ
- 面積:2.81 km²
- 人口:17328人（2008年1月）